# Delphyre elegans
Delphyre elegans är en fjärilsart som beskrevs av Percy I. Lathy 1899. Delphyre elegans ingår i släktet Delphyre och familjen björnspinnare. Inga underarter finns listade i Catalogue of Life.